# Corti distrettuali degli Stati Uniti d'America
Le Corti distrettuali degli Stati Uniti d'America sono i tribunali di primo grado della magistratura federale degli Stati Uniti d'America.

## Storia
A differenza della Corte suprema degli Stati Uniti, istituita dall'Articolo III della Costituzione, le Corti distrettuali sono state istituite dal 1º Congresso degli Stati Uniti ai sensi del "Judiciary Act" del 1789. Non vi è alcun requisito costituzionale che esistano Corti distrettuali. In effetti, dopo la ratifica della Costituzione degli Stati Uniti, alcuni oppositori di una forte magistratura federale hanno sollecitato che, al di fuori delle giurisdizioni sotto il diretto controllo federale, come Washington e i territori degli Stati Uniti, il sistema giudiziario federale fosse limitato alla Corte suprema, che avrebbe giudicato i ricorsi dalle Corti di Stati federati. Tuttavia, questa visione non prevalse e il 1º Congresso creò il sistema di Corti distrettuali che è in vigore ancora oggi.
Quando la legge fu approvata per la prima volta, vennero creati tredici distretti tra gli undici Stati che avevano ratificato la Costituzione. Quando la Carolina del Nord e il Rhode Island votarono per la ratifica, venne creato un distretto per ciascuno di essi portando il numero a quindici.

## Funzioni e giurisdizione
Le Corti distrettuali sono tribunali di diritto, equità e ammiragliato e possono giudicare cause sia civili che penali. Ma a differenza delle Corti degli Stati, le Corti distrettuali federali sono tribunali di giurisdizione limitata e possono esaminare solo casi che coinvolgono controversie tra residenti di Stati federati diversi, questioni di diritto federale o reati federali.
Esiste una Corte distrettuale per ogni distretto giudiziario federale, ciascuno dei quali copre ognuno degli Stati federati degli Stati Uniti o, in alcuni casi, una parte di uno Stato. Ogni Corte distrettuale ha almeno una sede e molte Corti distrettuali ne hanno più di una. Le decisioni delle Corti distrettuali possono essere appellate alle Corti d'appello degli Stati Uniti d'America, nel rispettivo «circuito» in cui risiedono, ad eccezione di alcuni casi speciali che sono appellati alla "Corte d'appello degli Stati Uniti per il circuito Federale" o direttamente alla Corte suprema.
Ci sono 89 distretti nei 50 Stati, con un totale di 94 distretti compresi i territori. I territori (aree insulari) di Guam, delle Isole Marianne Settentrionali e delle Isole Vergini Americane hanno ciascuno una Corte territoriale; questi tribunali sono chiamati comunque «Corti distrettuali» ed esercitano la stessa giurisdizione delle Corti distrettuali ordinarie, ma differiscono da quest'ultime in quanto le Corti territoriali sono tribunali ai sensi dell'Articolo IV della Costituzione, con giudici che servono 10 anni anziché «a vita» come i giudici dei tribunali dell'Articolo III. Le Samoa americane non hanno una Corte distrettuale o territoriale federale, quindi le questioni federali vengono inviate alla "Corte distrettuale degli Stati Uniti per il Distretto di Columbia" o alla "Corte distrettuale degli Stati Uniti per il Distretto delle Hawaii".